# Dumbría (parroquia)
Dumbría (llamada oficialmente Santa Baia de Dumbría) es una parroquia y una aldea española del municipio de Dumbría, en la provincia de La Coruña, Galicia.

## Otras denominaciones
La parroquia también es conocida por el nombre de Santa Eulalia de Dumbría.

## Entidades de población
Entidades de población que forman parte de la parroquia:
- Buján (Buxán)
- Caforra
- Canelas
- Carizas (As Carizas)
- Castro
- Cheo
- Dumbría
- Estimán
- Ferrío
- Figueiroa
- Folgosa
- Hospital
- Iglesia (A Grixa)
- Mota
- Paradela
- Sanjumil (Sanxumil)
- Trutín (Truitín)
- Barrio Novo
- Casa da Cancela
- Casa do Monte
- As Pías

## Demografía

### Parroquia
| Gráfica de evolución demográfica de Dumbría (parroquia) entre 2000 y 2019 |
|                                                                           |
| Datos según el nomenclátor publicado por el INE.                          |

### Aldea
| Gráfica de evolución demográfica de Dumbría (aldea) entre 2000 y 2019 |
|                                                                       |
| Datos según el nomenclátor publicado por el INE.                      |